# Uzda z Turca a Hosti
Uzda z Turca a Hosty (latinsky Uzda de Turchia et Vendégh) žil v 13. století v Uhersku. Byl královský rybář a za věrné služby mu král daroval pozemky sousedící s jeho staršími pozemky.
Je považován za zakladatele turčianského zemanského rodu Zátureckých (Záthurecký, Záthurecký). Rod pocházel z obce Záturčie v Turci. Než se toto území stalo obcí, patřila Uzdovi jako prvnímu majiteli, jeho potomci byli majitelé nepřetržitě po mnoho pokolení.

## Z listiny z roku 1245
Béla IV. z Boží milosti Král Uherska, Dalmácie, Chorvatska, Rámy, Srbska, Galicie, Ladomírska, Kumárska .... Proto chceme dospět k potěšení všech přítomných a kdysi jednou jejich potomků, z nichž náš věrný Uzda z Turca zúčastněný ve službě rybářství sám z vlastní vůle přes mnohé časy nám věrně sloužil ... A aby našemu věrnému Uzdovi za jeho minulé závazné služby viděli jsme jako odplatu uspokojení, pro budoucí služby můžeme darovat svěží zem, nazývanou jako Wendeg (Hosty) vedle jeho dědičné zemi stávající povyšuje, blízko řeky Turiec, ... jemu a jim, dědicem jeho dědiců, následovníkům, postoupili jsme, předáváme plným právem ... Na důkaz ponecháváme tuto listinu potvrzenou naší tajnou dvojitou pečetí. Dáno roce milosti tisíc dvoustého čtyřicátého pátého. Čtvrtého Augusta.

## Potomci Uzdu z Turca a Hosty
1. Meč(š)ko z Hosty (cca 1255)
2. Třmen z Hosty (cca 1255)
3. Drahomil z Hosty (cca 1255)
4. Martin z Hosty (cca 1255)
  1. Benedikt z Hosty (cca 1303), hornozáturecká větev a horní kurie v Dolním Záturčie
  2. Peter z Hosty (cca 1303), dolnozáturecká větev a dolní kurie v Dolním Záturčie
    1. Ondrej z Dolního Záturcí a Hosti (cca 1332)
    2. Martin z Dolního Záturcí a Hosti (cca 1332)
    3. Filip z Dolního Záturcí a Hosti (cca 1332)
    4. Pavel z Dolního Záturcí a Hosti (cca 1332)
      1. Dávid z Dolního Záturcí, Sv. Petra a Istebného (cca 1380) (viz Dávidovci)
      2. Anton z Istebného (cca 1382)
      3. Ján z Istebného (cca 1382)
      4. Matúš z Istebného (cca 1382)
      5. Jakub z Istebného (cca 1382)

    5. Mikuláš z Dolního Záturcí a Hosti (cca 1332)
    6. Michal z Dolního Záturcí a Hosti (cca 1332)
      1. Gabriel Záturecký
      2. Peter Záturecký (linie Záturecký-Wajda)